# Heartbeat (chanson de Justs)
Pour les articles homonymes, voir Heartbeat.
Chansons représentant la Lettonie au Concours Eurovision de la chanson
Love Injected
(2015)
Heartbeat (en français « Battement de cœur ») est la chanson de Justs Sirmais qui représente la Lettonie au Concours Eurovision de la chanson 2016 à Stockholm. 
Le 12 mai 2016, lors de la 2de demi-finale, elle termine à la 8e place avec 132 points et est qualifiée pour la finale le 14 mai 2016 au cours de laquelle elle termine à la 15e place avec 132 points.